# Microteatre
Microteatre és un nou concepte de format teatral. Consisteix en obres teatrals de 15 minuts  sobre un mateix tema, representades en espais reduïts com sales o petites habitacions de 15 a 20m2 i per a un públic de menys de 15 espectadors per sessió.
Aquest format permet escollir a l'espectador tant el temps que vol passar al teatre, segons el nombre d'obres que vulgui veure, com el preu que vol pagar, ja que cada visita a una sala es paga de forma individual.
És un esdeveniment multidisciplinari, així doncs, no només se centra en oferir tan sols microteatre si no, també, microdansa, micromàgia, micromonòlegs…
Les sales no disposen d'escenari, ni butaques, ni efectes de llum. Un decorat auster adequat a cada obra és l'únic complement per actors i la seva actuació. No obstant, les obres tenen un format tradicional, no es tracta de cap performance o improvisació. Totes les històries tenen inici, nus i desenllaç, requerint un guió previ.
Com a complement perfecte, Microteatre compta amb un bar-restaurant, lloc de trobada entre espectadors i artistes, on l'espectador espera per a entrar a la seva pròxima sessió mentre pren alguna cosa.
Microteatre ha sigut un revulsiu cultural per a moltes ciutats espanyoles i ha permès que el públic s'apropi al teatre d'una manera fàcil i econòmica, tenint la possibilitat de veure diverses obres en menys d'una hora. A més, ha estat una fabulosa plataforma per a nous autors, fent d'aparador de molts projectes de moltes persones.

## Història
Microteatre va néixer l'any 2009 a mans del director de teatre i televisió Miguel Alcantud. Duran dos setmanes, al voltant de 50 artistes entre directors, autors i actors, van presentar un projecte teatral en un antic prostíbul que anava a ser derruït ubicat al carrer Ballesta de Madrid.
En cada una de les 13 habitacions del prostíbul es van ubicar 13 grups independents amb un objectiu: crear una obra teatral de menys de 10 minuts per a un públic de 10 persones per sala sobre un tema comú, la prostitució. Cada obra abordava en tema des d'una perspectiva única i  es representava tantes vegades com públic hi hagués durant tres o quatre hores, arribant a obres sent representades més de 20 vegades al dia. Sense ninguna inversió a publicitat i amb l'única difusió de les xarxes socials i comunicats de premsa, l'experiment va ser un èxit.
Actualment, el projecte no només ha resultat ser un èxit a Espanya si no, també, arreu del món. Microteatre disposa de seus en 5 països, majoritàriament del continent americà.